# Екструдирање хране
Екструдирање је процес обликовања омекшаног или пластифицираног материјала његовим протеривањем кроз отворе под притиском. У прехрамбеној индустрији под појмом екструдирања подразумева се пластификација и кување навлаженог скробног и протеинског материјала биљног порекла у цилиндру са пужем, у коме је материјал изложен високом притиску, температури и механичком напрезању.
Примена екструдера датира још од краја 18. века, али први екструдери нису коришћени у прехрамбеној већ у другим индустријама. Током година они су развијани и усавршавани што је омогућило њихову примену најпре у прехрамбеној, а затим и у индустрији хране за животиње.

### Критични фактори при процесу екструдирања
Унутар цеви екструдера одвијају се специфичне хемијске промене. Мада је екструдирање хране пренесено из технологије производње синтетских полимера, пластика је знатно хомогенија, па се током њене обраде не наилази на веће проблеме. С друге стране, обликовање и вођење процеса екструдирања хране мора узети у обзир природне варијације материјала у садржају влаге, скроба и протеина, као и експерименталне промене.
Хемијске промене:
- Цепање молекула
- Рекомбинација фрагмената
- Термичка деградацијa

Физичко-хемијске промене:
- Сједињавање мањих молекула
- Губитак структуре
- Губитак при изласку из матрице

Састав екструдиране хране мења се и услед материјалних губитака, као што су истицање уља, или испаравање воде и других испарљивих компоненти, при изласку из матрице. С обзиром да се већина хемијских реакција одиграва управо у овој фази, пожељно је да се термолабилне компоненте, као што су ароме и Витамини, убризгавају непосредно пре матрице, како би се умањио утицај топлоте и смицања и избегли већи губици.

### Примена и предности
Производња хране за аквакултуре је сектор глобалне индустрије хране за животиње који се најбрже развија. Иако се велике количине хране за аквакултуре и даље производ конвенционалним поступком пелетирања, екструзија се користи у све већем обиму и има неколико предности над пелетирањем:
- Може се контролисати брзина тоњења, па се тако може произвести плутајућа и споротонућа храна;
- Екструдирана храна може обично имати већи садржај масти од пелетиране;
- За многе животињске врсте екструдирана храна повећава доступност Угљених хидрата;
- Екструзија потпомаже деструкцију микроорганизама и неких контаминаната;
- Екструдиране пелете генерално имају већи физички интегритет и мање се отиру;
- Под одређеним околностима код екструдираних пелета постиже се већа стабилност у односу на воду;
- Влажни материјали као што су свежа млевена риба могу се лако инкорпорирати у екструдирани производ.

Горенаведени фактори показују да се екструдирана храна ефикасније користи, што повећава степен конверзије хране и смањује загађење воде. Упркос свим овим предностима треба имати у виду да је процес екструзије скупљи од процеса пелетирања и да је за неке врсте као што су шкампи дискутабилно која технологија је подеснија. Скорија истраживања са шкампима указују на то да је сува екструзија подесна за процесе мањег капацитета (излазни проток мање од једне тоне по сату).

## Утицај екструдирања на поједине компоненте хране
Пре разматрања како се екструдирањем могу произвести готови производи за исхрану животиња, корисно је посветити пажњу утицају процеса екскрузије на сваку од главних компонената хране за животиње или на сировине за њену производњу. Нагласак се даје на утицај екструзије кувањем на главне конституенте хране за животиње, док се утицај хладне екскрузије неће разматрати.

### Утицај на скроб
Сирови скроб добијен из цереалија и корена житарица појављује се у форми грануларних агломерата молекула. Ове грануле апсорбују релативно мало воде на собној температури. Ипак, грејањем у присуству воде грануле скроба бубре, а затим се распадају. Његови градивни молекули заузимају хомогенију и ређе паковану структуру која је у ствари гел. Овај гел има велики капацитет адсорбовања воде. Процес конверзије скроба од сировог стања до овог желатинозног стања назива се желатинирање.
Овај процес се јавља углавном код свих екструдера и генерално је веома пожељан. Желатинизирани скроб има изражене везивне карактеристике и може да повезује остале конституенте у униформно обликован финални продукт. Такође, желатинизирани скроб је дигестибилнији од сировог скроба, а и нутритивна вредност скроба се повећава након екструзије.
У условима повишене температура и притиска који се појављују унутар екструдера, једном формирани гел ће остати у еластичном вискозном стању док год продукт не изађе из калупа екструдера. У овом тренутку изненадни пад притиска би узроковао евапорацију влаге продукта у околну пару и драстично повећање запремине продукта. Ово изазива надувавање еластичног скробног гела које ће остати трајно након хлађења и сушења гела (уз очекивано минимално скупљање), тако да присуство скроба у смеши сировог материјала може послужити омогућавање потенцијала за производњу експандованог финалног производа.
Капацитет везивања воде може да послужи као емпиријски тест степена желатинизирања скроба. Ипак, потребан је опрез код оваквог огледа јер под појединим условима екструдирања може да дође до промене структуре скроба, познатом као декстриновање.
Под декстринизацијом можемо сматрати фазу после желатинизирања при којој молекули скроба почињу да се кидају у мање молекуле као што је декстрин. Ови мањи молекули се растварају у води радије него што је апсорбују. Нормално, екструзија на повишеној температури и у условима повећане влаге резултује разумним нивоом желатинизирања и ниским нивоом декстриновања. Уколико се температура повишава, а степен додатка влаге смањује, и желатинизирање и декстриновање се повећава. Уколико се овај процес повишења температуре и снижавања притиска настави доћи ће до тачке у којој је сав скроб желатинизиран, а један његов део декстринован. Од ове тачке даље се повећава декстриновање, а количина желатинизираног скроба почиње да опада јер се молекули скроба распадају до декстрина и других мањих молекула.
Ефекат свега наведеног је да се капацитет везивања воде и растворљивости линеарно повећава са променом параметара екструзије, са повећањем температуре и опадањем влаге, док се не достигне тачка у којој се растворљивост наставља даље повећавати, али адсорбтивни капацитет почиње да опада. Овде видимо да се особине екструдираног скроба могу мењати варирањем процесних параметара.
.

### Утицај на протеине
У контексту екструзије у основи постоје две форме протеина које би требало разматрати:
денатурисани протеин и неденатурисани протеин.
Денатурисани протеини су они протеини који су били претходно изложени кувању до степена при којем су неки од ланаца аминокиселина покидани до појединачних аминокиселина или до краћих ланаца (месни оброк, рибљи оброк, екстраховани сојин оброк). Ови протеини нису у могућности да желатинирају током екструзије, тако да они не доприносе везивним особинама смеше сирових материјала.
Недентурисани протеини су они протеини који нису претходно били третирани. Њихове аминокиселински ланци су неоштећени и под одређеним условима екструзије они могу да формирају гелове на исти начин као и скроб. Они могу да се понашају као везивни материјал и, у ствари, текстурисани биљни протеин може се направити користећи денатурисани протеин као практично једини састојак. Неденатурисани протеин може у комплексу са скробом да формира стабилан производ у односу на воду. Па ипак, уколико су услови екструзије преоштри, неденатурисани протеин ће проћи кроз стање гела и вратити се у инертно денатурисано стање.
Често је пожељно пажљиво денатурисати протеин екструзијом. Умерено раскидање протеинске структуре побољшава сварљивост. Такође, неки протеински састојци инхибирају нормалну сварљивост или смањују животни век производа. На пример, уреаза сојиног зрна је непожељан ензим који се лако инактивира екструзијом.
При екструзији материјала богатих протеинима у присуству редукујућих шећера могу се, интеракцијом ове две компоненте хране, формирати продукти Маиллард-ове реакције. Ово може да утиче на смањење нутритивне вредности финалног продукта.
.

### Утицај на влакнасте материје
Екструзија има мали утицај на влакнасте материје. Ипак, укупна густина влакнастог садржаја се повећава екструзијом. Ово је вероватно последица механичке акције у екструдеру при којој се кидају и компресују влакнасте нити.
Екструдирањем влакнастих материја у присуству јаких база, као што је натријум-хидроксид, може побољшати сварљивост ових материјала у контексту исхаране преживара.

### Утицај на масти
Екструзија има мали утицај на масти, али масти имају важну физичку функцију при екструзионом процесу која се огледа у њиховој особини да се понашају као лубрикант и да теже да ограниче експанзију.
Када се масти екструдирају у комбинацији са угљеним хидратима, они теже да формирају слаб комплекс који смањује растворљивост масти у етру. Ово се мора узети у обзир при анализи екструдираних масних продуката тако што се мора применити киселинска хидролиза масти пре конвенционалне детерминације. Формирање скроб/маст комплекса може бити пожељно јер се добија продукт који има текстуралне и укусне карактеристике које указују на нижи ниво масти од стварног, а сварљивост масти није промењена.

### Утицај на минерале и витамине
Екструзија нема утицаја на већину материјала.
Витамини А, Ц, тиамин, ниацин и неки други су осетљиви на топлоту и део ових витамина ће бити уништен пропуштањем кроз екструдер. Ово се може предупредити додавањем већих количина витамина пре екструзије или додавањем ових витамина после екструдирања.

### Утицај на адитиве
Многи адитиви који се додају у храну за животиње као што су ароме, инхибитори плесни и остали стабилизатори су осетљиви на утицај екструзије. На пример, арома може бити нарушена екструдирањем тако што се формира тотално другачији укус од оног који смо намеравали да добијемо и, у сваком случају, много ароме се испере са паром на излазу и машине.